# Сергиенко, Николай Егорович
Николай Егорович Сергиенко (1924, Сухая Балка — 17 апреля 1945, Вена) — гвардии красноармеец Рабоче-крестьянской Красной армии, участник Великой Отечественной войны. Герой Советского Союза (1944).

## Биография
Родился в 1924 году в посёлке Сухая Балка Криворожского городского совета (ныне в черте города Кривой Рог) в крестьянской семье.
После окончания семи классов школы работал в колхозе. В сентябре 1942 года был призван на службу в Рабоче-крестьянскую Красную армию Колыванским районным военкоматом Новосибирской области. С марта 1943 года — на фронтах Великой Отечественной войны.
17 апреля 1944 года во время наступления на правом берегу реки Реут в районе города Оргеев гвардии сержант Сергиенко первым выдвинулся со своим отделением и вёл огонь по противнику. Во время боя заменил погибшего командира взвода и уничтожил до 15 солдат противника. За данный подвиг приказом частям 41-й гвардейской стрелковой Корсуньской дивизии № 043/н от 24 мая 1944 года награждён орденом Славы 3-й степени.
К февралю 1945 года гвардии красноармеец Николай Сергиенко был автоматчиком отдельного учебного стрелкового батальона 41-й гвардейской стрелковой дивизии 4-й гвардейской армии 2-го Украинского фронта. Отличился во время освобождения Черкасской области Украинской ССР. 17 февраля 1944 года во время боя в районе села Почапинцы Лысянского района, заменив собой командира отделения, организовал отражение немецкой контратаки, не дав противнику прорваться из окружения, уничтожив более 100 солдат и офицеров противника, ещё 43 сдались в плен.
Указом Президиума Верховного Совета СССР от 13 сентября 1944 года за «образцовое выполнение боевых заданий командования на фронте борьбы с немецкими захватчиками и проявленные при этом мужество и героизм» гвардии красноармеец Николай Сергиенко был удостоен высокого звания Героя Советского Союза. Орден Ленина и медаль «Золотая Звезда» получить не успел, так как 17 апреля 1945 года в уже освобождённой Вене был убит. Похоронен в братской могиле в Вене.

## Память
- Имя на Стеле Героев в Кривом Роге.
- Установлены памятники в селе Почапинцы и в деревне Середино Колыванского района Новосибирской области[1].